# هبة الغمراوي
هبة الغمراوي ، اعلامية مصرية عملت في عدة قنواة كمذيعة أخبار ومقدمة برامج
منها قناة الشارقة والان وعملت في قناة الجزيرة الفضائية لمدة 4 أعوام من عام 2008 إلى 2012، تعمل كمذيعة للأخبار بقناة اون تي في الفضائية في مصر وهي الآن تعمل مقدمة نشرة الأخبار في قناة الغد.